# Hesperidium

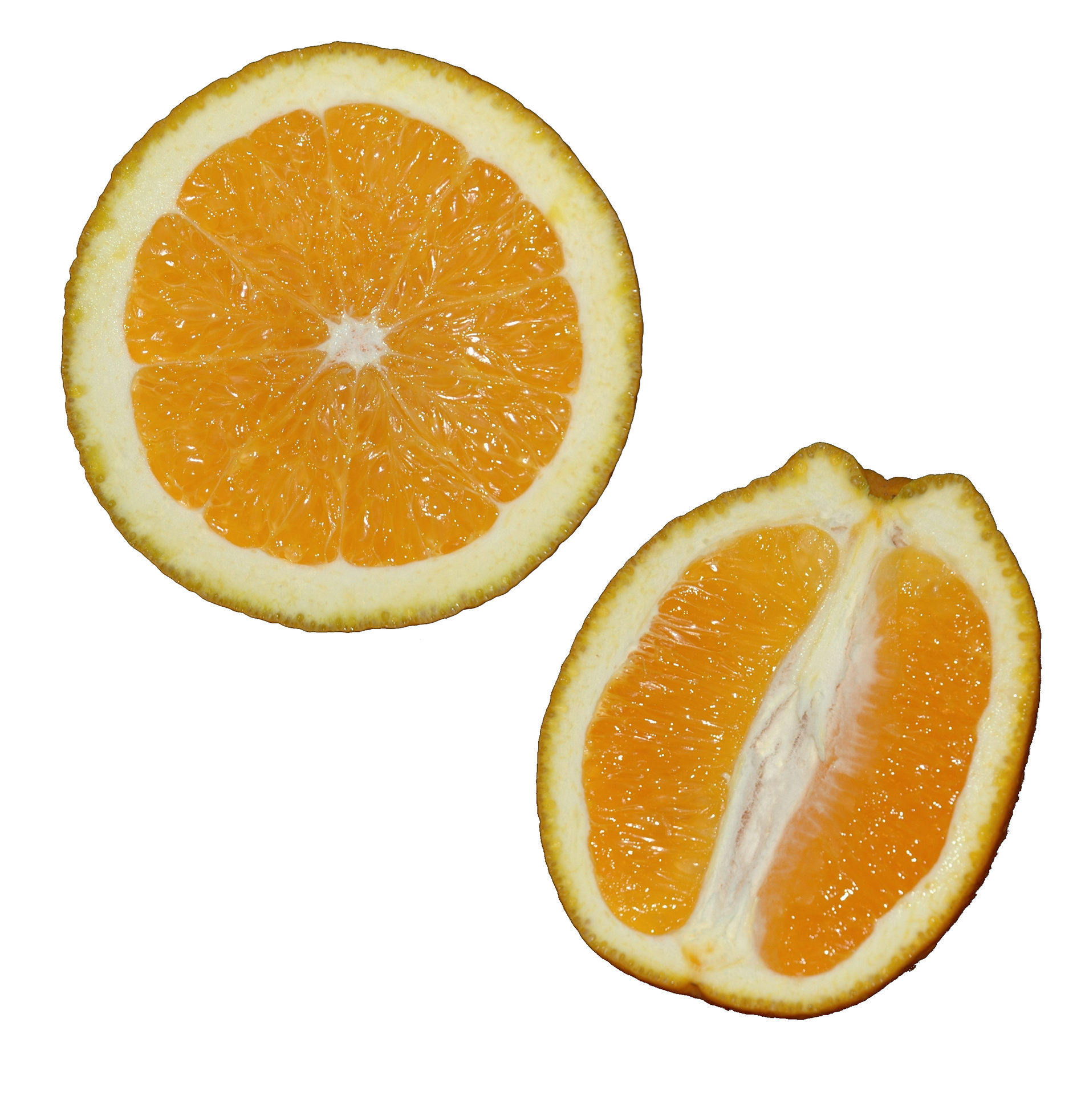
Querschnitt (links) und Längsschnitt (rechts) durch das Hesperidium eines Orangenbaums

Ein Hesperidium (Plural Hesperidien) bzw. eine Endokarpbeere oder auch Panzerbeere ist die botanische Bezeichnung für eine fleischige Beerenfrucht mit einer festen, ledrigen Schale (Panzer). Die Bezeichnung als Endokarpbeere bezieht sich auf die innere Schicht des Fruchtknotens, das sogenannte Endokarp, aus dem sich das Fruchtfleisch entwickelt.
Die Schale enthält in Vertiefungen Drüsen mit ätherischen Ölen. Sie besteht aus der Epidermis, die die wachsige Oberfläche bildet, der darunter befindlichen, farbigen Flavedo bzw. dem Exokarp und der darunter liegenden, annähernd weißen Albedo bzw. dem Mesokarp.
Das fleischige Innere besteht aus durch (Doppel-)Häute voneinander abgetrennten Abschnitten (Schnitze), den sogenannten Fruchtblättern, die mit flüssigkeitsgefüllten Saftschläuchen aus spezialisierten Haarzellen gefüllt sind.
Bekannte Beispiele sind Zitrusfrüchte wie Orange oder Zitrone.
Die Bezeichnung als Hesperidium wurde von Linné Mitte des 18. Jahrhunderts in Anlehnung an die goldenen Früchte aus den Gärten der Hesperiden aus der griechischen Mythologie eingeführt. Allerdings hatte bereits 1646 der italienische Botaniker Giovanni Baptista Ferrari ein vierbändiges Werk mit dem Titel Hesperides sive de malorum aureorum cultura et usu libri quatuor über die Gattung Citrus geschrieben, und zu Beginn des 18. Jahrhunderts erschien in Nürnberg das zweibändige Werk Nürnbergische Hesperides, oder gründliche Beschreibung der Edlen Citronat, Citronen, und Pomerantzen-Früchte ... des Nürnberger Kaufmanns Johann Christoph Volkamer.